# Johannes Palmer Hartmann
 (juin 2020).
Pour les articles homonymes, voir Hartmann.
Johannes Palmer Hartmann, né à Copenhague le 18 janvier 1870 et mort à Gand le 28 mars 1948, est un horticulteur danois, fondateur des Établissements horticoles J.P. Hartmann à Gand.

## Biographie
Son père était le compositeur Emil Hartmann (1836-1898), descendant lui-même de plusieurs générations de compositeurs. Le nom «Palmer Hartmann» lui est donné à la naissance, en souvenir de sa grand-mère Emma Hartmann (1807-1851), qui composait sous le pseudonyme Frederik Palmer. Pour le futur «Hartmann des palmiers» qu'il deviendra avec son horticulture, ce nom se révélera prémonitoire.
Passionné de fleurs dès son jeune âge, Hartmann fait des études à la Landbohoejskole (da) (Haute Ecole agricole) à Copenhague où il obtient son diplôme en 1894. Il entreprend par la suite une formation internationale auprès de diverses grandes horticultures européennes. Après Berlin, Paris, Londres et Saint-Pétersbourg, il visite Gand, alors capitale mondiale de l'horticulture et y fait l’acquisition d’un champ à Mont-Saint-Amand-lez-Gand adapté à la culture des azalées, fondant ainsi sa propre horticulture. Celle-ci fait face au Grand béguinage de Mont-Saint-Amand.
Sans capital propre aucun (son père étant compositeur), il s’endette et fait d'abord construire six petites serres et une remise. En 1899, un incendie détruit la moitié de l'entreprise, mais après s’être remis au travail, son horticulture devient en quelques années la plus grande de la ville de Gand, puis d'Europe.
En 1905, Hartmann épouse sa cousine Ellen Hartmann (1877-1918). Il fait construire en 1908 à côté de son entreprise une imposante villa par l‘architecte danois Carl Harald Brummer (1864-1953), villa qui existe encore. Il sera rapidement intégré dans la vie culturelle accueillante de Gand. De nombreux artistes-peintres (principalement de l’école luministe, comme Émile Claus, Anna De Weert ou Jenny Montigny), musiciens (Carl Nielsen , Ebbe Hamerik, Niels Rudolph Gade, Niels Viggo Bentzon ou le compositeur néerlandais Julius Roentgen), et écrivains (Cyriel Buysse ou Virginie Loveling) sont accueillis dans la villa Hartmann, en sus de multiples connaissances danoises. Son épouse, elle-même bonne pianiste, décède en 1918 des suites d’une longue maladie, à un moment où il est impossible en raison de la guerre de communiquer avec les siens au Danemark.
Après la Première Guerre mondiale, l'horticulture connaît un développement fulgurant. Johannes Hartmann est un des principaux participants aux Floralies Gantoises. Aux Floralies de 1923, 1928, 1933 et 1938, il obtient chaque fois une cinquantaine de prix. En 1923 et 1938, il reçoit le prix d’honneur de la reine Elisabeth.
Hartmann développe de nouvelles espèces d'hydrangeas dont l'hortensia macrophylla Tovelit et l’hortensia Sigyn Hartmann.
En 1923, il est nommé consul du Danemark à Gand et soutiendra ainsi de nombreux compatriotes. C'est à son initiative et grâce à son financement que sont construits, sur les plans de l'architecte Carl Brummer, et à la mémoire de sa femme, l’église et home de marins scandinave («Skandinaviske Sœmandskirke og hjemmet») dans le port de Gand aux fins d'accueillir et héberger les marins scandinaves de passage.
Il se remarie en 1924 avec Sigyn Kemp (1893-1983), de nationalité danoise, venue à Gand soigner les blessés de guerre. Elle lui donne cinq enfants, dont Oluf Palmer Hartmann (1925-2008), qui reprendra l’horticulture après son décès, les deux artistes-peintre Ellen Waelbroeck-Hartmann (1926-1999) et Alfred Palmer Hartmann (1928-1989), un fils Johannes Palmer Hartmann (1926-1937), décédé à 11 ans de poliomyélite, et Bodil Mingers-Hartmann, infirmière. En été, la famille séjourne au Danemark, dans le manoir Fuglsang, qu’habite Bodil Neergaard (1867-1959), sœur de Johannes Hartmann, et dans lequel se déroule une riche vie culturelle, avec des concerts privés donnés tous les soirs par certains des meilleurs musiciens de l’époque.
Quand Hartmann décide en 1897 de s'installer à Gand, son père lui dit que «c'est sans doute une bonne idée d'établir une horticulture à Gand, mais sache que si une guerre européenne éclate, la Belgique en sera le champ de bataille comme elle l'a toujours été en Europe». Et Hartmann vivra effectivement deux guerres mondiales dans lesquelles la Belgique sera centrale. Celles-ci seront difficiles pour son horticulture, avec les dégâts nombreux causés aux serres, l'indisponibilité de carburants pour les chauffer, les ouvriers mobilisés pour la défense de la patrie, et la nécessité de reconvertir momentanément son entreprise en cultures maraîchères. Pendant la guerre, les habitants du quartier se réfugient volontiers dans la cave spacieuse qui leur sert de «bunker». Quand un officier allemand vient demander à Hartmann de libérer sa maison pour en faire le quartier général de leur armée, Hartmann - prévenu - avait fait mettre ses enfants au lit, et répond que malheureusement, ceux-ci souffraient d’une épidémie de scarlatine, ce qui lui permet d’éviter cette réquisition.

## Les Établissements horticoles J.P. Hartmann
L’entreprise, fondée en 1897, connaît une croissance rapide. En 1924, elle comprend déjà 80 serres. En 1928, Hartmann fait construire un impressionnant jardin d'hiver.
En 1948, grâce notamment à l’application des méthodes les plus modernes de culture, l’horticulture atteint une superficie de 50 000 m2, dont 12 000 m2 sont couverts de 100 serres, 2 000 m2 de 4 grandes remises servant à l’emballage, et de deux espaces couverts pour les araucarias. L’eau est pompée dans 3 châteaux d’eau de 20 m de hauteur. Chacun de ces réservoirs a une capacité de 200 000 litres, ce qui parfois suffit à peine pour l’arrosage, la consommation journalière pouvant s’élever à un million de litres. Le personnel comporte, selon les saisons, jusqu’à 125 ouvriers. Chaque année, Hartmann importe un million de graines de cocotiers du Brésil ainsi que 45 mille graines de kentias d'Australie. Ces graines sont alors distribuées à des horticulteurs de la région qui les font germer et lui livrent ensuite les plantes pour exportation. Hartmann estime que le climat tempéré de Gand est idéal pour la culture des plantes, avec beaucoup de lumière, mais jamais de soleil brûlant pour les plantations. Le sol sablonneux fertile venant des alluvions de l’Escaut et les larges nappes phréatiques sont des atouts supplémentaires.
L'horticulture est spécialisée dans les palmiers, azalées, araucarias, hortensias, lauriers et bégonias, et un grand nombre d’autres espèces. Hartmann exporte également dans le monde entier. De sa correspondance et des articles de presse de l'époque, on voit que son horticulture était en permanence visitée par les curieux. Celle-ci est à toute saison un vrai jardin d'Eden, des coupes florales décoratives sont suspendues dans les serres, et les espèces mélangées - tels qu’orangers et citronniers au milieu d’une culture d’araucarias - de sorte que chaque point de vue soit toujours pictural. Mais le clou de la visite était immanquablement le jardin d’hiver, rempli d’une végétation exotique luxuriante, dominée par des palmiers, fougères arborescentes et bananiers, strelitzias ou azalées, et parcouru par un ruisseau agrémenté d’une fontaine pompéienne.
En 1948, Johannes Palmer Hartmann meurt à 78 ans, le soir de Pâques, des suites d'une brève maladie. Après une première cérémonie à Gand, au cours de laquelle famille et amis défilent devant le cercueil, entouré de fleurs, celui-ci est amené par navire au Danemark où l’enterrement se fera à partir de la Cathédrale Notre Dame de Copenhague, remplie pour l’occasion de lilas blancs, bouleaux et bougies, et d’où le cortège part après la cérémonie pour l’enterrement au cimetière d'Ordrup.
Dans sa nécrologie écrite pour Berlingske Tidende, l'écrivain Johannes Lehmann (1896-1980) célébrera «l'exceptionnel artiste dans son domaine, dans le plus grand style», «artiste et fils d'artiste en tout ce qu'il faisait», et vivant en son «extraordinairement belle demeure au milieu de l'horticulture». Il indique que «dès qu'il y avait des invités - et quand n'y en avait-il pas? - on était accueilli par une mer de musique». Il parle des lettres que Hartmann envoyait régulièrement à famille et amis, «caractéristiques par leur étrange mélange baroque de sérieux et d’humour, toujours pleines d’optimisme et de la conviction que les revers étaient là pour être vaincus».
Hartmann est fait Chevalier de Dannebrog en 1915, Chevalier de l'Ordre de la Couronne en 1923, Officier de l'Ordre de Léopold en 1934, titulaire de la Médaille de la liberté du roi Christian X en 1946, et Commandeur de l'Ordre de Dannebrog en 1948.
Son fils Oluf Palmer Hartmann poursuit la gestion de l’entreprise jusqu’en 1974 après quoi celle-ci sera fermée et un quartier résidentiel érigé à la place, mais la rue porte encore le nom de Johannes Palmer Hartmann (Johannes Hartmannlaan).